# 100 mètres masculin aux Jeux olympiques de 1896 (athlétisme)
Pour un article plus général, voir Athlétisme aux Jeux olympiques de 1896.
Navigation
Paris 1900
L'épreuve du 100 mètres masculin aux Jeux olympiques de 1896 s'est déroulée les 6 et 10 avril 1896, dans le Stade panathénaïque d'Athènes, en Grèce. Elle est remportée par l'Américain Thomas Burke.

## Participants
Le rapport officiel ne mentionne que les deux premiers coureurs de chaque série et les sources sont parfois contradictoires sur d'éventuels autres participants.
La base de données du CIO en liste 20, dont seulement 8 auraient réellement conconcuru, ce qui est contradictoire avec les autres sources, notamment photographiques, faisant état de 5 coureurs ayant couru dans chacune des 3 séries.
La base de données de référence, olympedia, en liste 27, dont 12 n'auraient pas réellement concouru.
On en arrive donc à une participation réelle de 15 coureurs représentant 8 nations pour cette première édition du 100 m masculin :
- Allemagne (3) : Kurt Doerry, Fritz Hofmann et Friedrich Traun

- Danemark (1) : Eugen Schmidt
- États-Unis (3) : Thomas Burke, Thomas Curtis et Francis Lane
- France (1) : Adolphe Grisel
- Grande-Bretagne (3) : Launceston Elliot, Charles Gmelin et George Marshall
- Grèce (2) : Aléxandros Khalkokondýlis et Geórgios Gennimatás
- Hongrie (1) : Alajos Szokolyi
- Suède (1) : Henrik Sjöberg

Les coureurs inscrits mais qui sont présumés n'avoir pas concouru sont les suivants :
- Chili (1) : Luis Subercaseaux[3]
- France (3) : Louis Adler[4], André Tournois[5] et Alexandre Tuffèri
- Allemagne (1) : Alfred Flatow
- Grèce (1) : Konstantinos Mouratis
- Hongrie (3) : Nándor Dáni, Leonidasz Manno et István Zachar
- Suède (1) : Harald Arbin
- États-Unis (2) : Ralph Derr et Charles Vanoni

Les meilleurs sprinters de l'époque ne sont pas présents à Athènes. Il en va notamment ainsi de l'américain Bernie Wefers, considéré comme l'homme le plus rapide de la fin du XIXe siècle, et de l'anglais Charles Bradley, quadruple vainqueur du 100 yards aux AAA Championships entre 1892 et 1895, qui s'étaient affrontés à Londres en septembre 1895 avec une victoire de Wefers. Parmi les participants, les plus renommés étaient l'allemand Fritz Hofmann, champion d'Europe 1893 du 100 m et du 400 m et l'américain Thomas Burke, champion national du 400 m mais sans référence connue en sprint.

## Format de l'épreuve
Les athlètes sont répartis en trois séries de sept coureurs. Du fait des non-partants, seuls cinq coureurs ont réellement couru dans chaque série. Les deux premiers coureurs de chaque série sont qualifiés pour la finale.

## Records
Avant cette compétition, le record du monde (non officiel) dans cette discipline était le suivant :
| Record du monde | 10.8 s (non officiel) | Luther Cary   | Paris (FRA)     | 4 juillet 1891    |
| Record du monde | 10.8 s (non officiel) | Cecil Lee     | Bruxelles (BEL) | 25 septembre 1892 |
| Record du monde | 10.8 s (non officiel) | Étienne De Re | Bruxelles (BEL) | 4 août 1893       |
| Record du monde | 10.8 s (non officiel) | L. Atcherley  | Francfort (GER) | 13 avril 1895     |
| Record du monde | 10.8 s (non officiel) | Harry Beaton  | Rotterdam (NED) | 28 août 1895      |

Le premier record olympique a été fixé dans cette compétition.
Dans la première série, Francis Lane a fixé un record olympique inaugural à 12.2 secondes, égalé lors de la deuxième série par Thomas Curtis. Thomas Burke l'a ensuite porté dans la troisième série à 11.8 secondes, ce qui restera le record olympique jusqu'aux Jeux de 1900.
| Date         | Event   | Athlète             | Temps  | Notes |
| ------------ | ------- | ------------------- | ------ | ----- |
| 6 Avril 1896 | Série 1 | Francis Lane (USA)  | 12.2 s | OR    |
| 6 Avril 1896 | Série 2 | Thomas Curtis (USA) | 12.2 s | =OR   |
| 6 Avril 1896 | Série 3 | Thomas Burke (USA)  | 11.8 s | OR    |

## Médaillés
| Or           | Argent        | Bronze                       |
| Thomas Burke | Fritz Hofmann | Francis Lane Alajos Szokolyi |

## Résultats

### Séries (6 avril 1896)
Toutes les séries ont été remportées par des coureurs américains.

#### Série 1
C'est devant 40 000 spectateurs réunis dans le stade et des milliers d'autres regardant la course des collines alentour que Francis Lane de l'université de Princeton remporte la première série en 12 s 2, en devançant le hongrois Alajos Szokolyi. C'était la première épreuve des Jeux depuis leur disparition en 393 et en conséquence le premier record olympique de l'ère moderne.
Le rapport officiel nomme seulement les deux premiers coureurs. Maynard Butler indique qu'il y avait dans cette série "deux hongrois, un chilien, un français, un allemand, un anglais et un américain".
| Rang | Athlète           | Nationalité     | Résultat | Notes | Qual. |
| ---- | ----------------- | --------------- | -------- | ----- | ----- |
| 1    | Francis Lane      | États-Unis      | 12 s 2   | OR    | Q     |
| 2    | Alajos Szokolyi   | Hongrie         | 12 s 75  |       | Q     |
| 3    | Charles Gmelin    | Grande-Bretagne | 12 s 9   |       |       |
| 4    | Adolphe Grisel    | France          | Inconnu  |       |       |
| 5    | Kurt Doerry       | Allemagne       | Inconnu  |       |       |
| -    | Leonidasz Manno   | Hongrie         | DNS      |       |       |
| -    | Luis Subercaseaux | Chili           | DNS      |       |       |

#### Série 2
Le rapport officiel insiste sur les nombreux encouragements reçus par le concurrent local, Alexandros Chalkokondylis, membre du Club Athlétique d'Athènes, qui finit deuxième derrière Thomas Curtis, qui égale le record olympique fixé dans la première série par Francis Lane. Une photo existe du départ de cette série, qui permet d'assurer que seuls cinq athlètes sont bien au départ, même si trois autres au moins étaient inscrits.
| Rang | Athlète                   | Nationalité     | Résultat | Notes | Qual. |
| ---- | ------------------------- | --------------- | -------- | ----- | ----- |
| 1    | Thomas Curtis             | États-Unis      | 12 s 2   | =OR   | Q     |
| 2    | Alexandros Chalkokondylis | Grèce           | 12 s 75  |       | Q     |
| 3    | Launceston Elliot         | Grande-Bretagne | 12 s 9   |       |       |
| 4    | Eugen Schmidt             | Danemark        | Inconnu  |       |       |
| 5    | George Marshall           | Grande-Bretagne | Inconnu  |       |       |
| -    | Nándor Dáni               | Hongrie         | DNS      |       |       |
| -    | André Tournois            | France          | DNS      |       |       |
| -    | Alexandre Tuffère         | France          | DNS      |       |       |

#### Série 3
En remportant sa série en moins de 12 secondes devant l'allemand Fritz Hofmann, Thomas Burke s'empare du record olympique. Aucune source ne permet de déterminer l'ordre d'arrivée de Geórgios Gennimatás et Henrik Sjöberg aux quatrièmes et cinquièmes places.
| Rang | Athlète               | Nationalité | Résultat | Notes | Qual. |
| ---- | --------------------- | ----------- | -------- | ----- | ----- |
| 1    | Thomas Burke          | États-Unis  | 11 s 8   | OR    | Q     |
| 2    | Fritz Hofmann         | Allemagne   | 12 s 75  |       | Q     |
| 3    | Friedrich Traun       | Allemagne   | 13 s 5   |       |       |
| 4–5  | Geórgios Gennimatás   | Grèce       | Inconnu  |       |       |
| 4–5  | Henrik Sjöberg        | Suède       | Inconnu  |       |       |
| -    | Alfred Flatow         | Allemagne   | DNS      |       |       |
| -    | Konstantinos Mouratis | Grèce       | DNS      |       |       |

### Finale (10 avril 1896)
Six coureurs sont qualifiés pour la finale mais Thomas Curtis qui se concentre sur le 110 m haies n'y prend pas part et ils ne sont donc que cinq à prendre le départ. Le vent et les conditions de la piste ne sont guère favorables et expliquent en partie des temps modestes.Le départ est serré avant que Thomas Burke et Fritz Hofmann ne se détachent aux 50 m, puis que l'américain ne réussisse à faire la différence et à devancer son adversaire d'environ deux mètres. Derrière eux, certaines sources semblent suggérer que Francis Lane aurait devancé légèrement Alajos Szokolyi, mais pour Bill Mallon, sans fondement particulier. Le CIO classe les deux coureurs à égalité, comme ayant fini tous deux "à 4 m" de Burke, et dans le même temps qu'Alexandros Chalkokondylis, cinquième.
| Place                               | Athlète                   | Pays       | Temps  |
| ----------------------------------- | ------------------------- | ---------- | ------ |
| Médaille d'or, Jeux olympiques      | Thomas Burke              | États-Unis | 12 s 0 |
| Médaille d'argent, Jeux olympiques  | Fritz Hofmann             | Allemagne  | 12 s 2 |
| Médaille de bronze, Jeux olympiques | Francis Lane              | États-Unis | 12 s 6 |
| Médaille de bronze, Jeux olympiques | Alajos Szokolyi           | Hongrie    | 12 s 6 |
| 5                                   | Alexandros Chalkokondylis | Grèce      | 12 s 6 |
| –                                   | Thomas Curtis             | États-Unis | DNS    |

## Légende
Records et Performances
- AR : Record continental (area record)
- CR : Record des championnats (championship record)
- MR : Record du meeting (meet record)
- NR : Record national (national record)
- OR : Record olympique (olympic record)
- PR : Record paralympique (paralympic record)
- PB : Record personnel (personal best)
- SB : Meilleure performance personnelle de la saison (season's best)
- WL : Meilleure performance mondiale de l'année (world leader)
- WJR : Record du monde junior (world junior record)
- WR : Record du monde (world record)

Circonstances et Conditions
- DNF : N'a pas terminé (did not finish)
- DNS : N'a pas pris le départ (did not start)
- DQ : Disqualification (disqualification)
- NM : Aucun essai valable enregistré (No Mark)
- Q : Qualifié « directement » au prochain tour (ou à la prochaine compétition), lors d'une compétition majeure, grâce au classement ou à la réalisation des minima (automatic qualifier)
- q : Qualifié au prochain tour (ou à la prochaine compétition), lors d'une compétition majeure, grâce au repêchage ou à la réalisation de l'une des meilleures performances parmi celles des « non qualifiés directement » (grâce au meilleur temps ou à la meilleure distance par exemple) (secondary qualifier)